# Don Vasyl
Don Vasyl; właśc. Wasyl Szmidt, do 1989 Kazimierz Doliński (ur. 10 kwietnia 1950 w Łodzi) – romsko-polski piosenkarz, kompozytor, tekściarz, poeta i animator ruchu kulturalnego polskich Romów.

## Życiorys
Urodził się w Łodzi w Arturówku, w Lesie Łagiewnickim, które znajdowało się na drodze cygańskiego taboru. Jego ojciec Jan wychował się w Łodzi, matka pochodziła z Warszawy. Przez jakiś czas mieszkał w Gorzowie Wielkopolskim, gdzie wychowywał się u boku cygańskiej poetki Papuszy. Później przeprowadził się do Włocławka, po czym osiedlił się w Ciechocinku na Kujawach.
Na scenie występuje od 12. roku życia. Od 1984 śpiewa z własnymi zespołami. W 1987 założył zespół artystyczny Don Wasyl i Roma, który później zmienił nazwę na Don Vasyl i Cygańskie Gwiazdy. Jest organizatorem i pomysłodawcą Międzynarodowego Festiwalu Piosenki i Kultury Romów, który odbywa się od 1997.
Jego wiersze ukazały się w dwóch zbiorach poezji: Kujawy piórem malowane (1995) i Twórcy regionu 2 (1996). Jest także autorem tomiku wierszy Pasażerowie niebieskiego taboru (1998).
W 2016 otrzymał tytuł Honorowego Obywatela Ciechocinka, w lipcu 2017 został laureatem Nagrody im. Ryszarda Ulickiego.
Wystąpił jako Vasyl w filmie biograficznym Zenek (2020) opartym na biografii piosenkarza disco polo Zenona Martyniuka.
Ma troje dzieci: córkę Agnieszkę oraz synów: Wasyla Juniora i Dzianiego, którzy również są związani z przemysłem muzycznym.

## Odznaczenia
- Brązowy Medal „Zasłużony Kulturze Gloria Artis” (2015)[5]
- Odznaka honorowa „Zasłużony dla Kultury Polskiej” (2005)[3]
- Odznaka Honorowa za Zasługi dla Województwa Kujawsko-Pomorskiego (2006)[6]
- Medal „Labor Omnia Vincit” (2019)[7]
- Medal Stanisława Staszica ciechocińskiej Rady Miasta (2006)[3]
- Medal ZAiKS-u (2015)[8]
- Złota Odznaka z okazji 25-lecia NSZZ „Solidarność” (2005)[3]